# Spar- und Kreditbank Rheinstetten
Die Spar- und Kreditbank Rheinstetten eG ist eine Genossenschaftsbank mit Sitz im Stadtteil Mörsch in der baden-württembergischen Stadt Rheinstetten im Landkreis Karlsruhe.

## Geschichte
Die Bank wurde bereits am 16. März 1873 als Spar- und Vorschussverein Mörsch gegründet und später in „Spar- und Kreditbank Mörsch e.G.“ umbenannt. Im Jahre 1997 fusionierte die Spar- und Kreditbank Mörsch e.G. mit der benachbarten Volksbank Rheinstetten eG und firmierte zur Spar- und Kreditbank Rheinstetten eG um.

## Rechtsverhältnisse
Die Spar- und Kreditbank Rheinstetten eG ist im Genossenschaftsregister beim Amtsgericht Mannheim unter GnR 100028 eingetragen.

## Organisationsstruktur
Rechtsgrundlagen sind das Genossenschaftsgesetz und die durch die Vertreterversammlung beschlossene Satzung. Organe der Bank sind der Vorstand, der Aufsichtsrat und die Vertreterversammlung.

## Sicherungseinrichtung
Die Spar- und Kreditbank Rheinstetten eG ist der amtlich anerkannten Sicherungseinrichtung des Bundesverbandes der Deutschen Volksbanken und Raiffeisenbanken GmbH und der zusätzlichen freiwilligen Sicherungseinrichtung des Bundesverbandes der Deutschen Volksbanken und Raiffeisenbanken e.V. angeschlossen. Sie ist dem Baden-Württembergischen Genossenschaftsverband angeschlossen und Teil des genossenschaftlichen Finanzverbundes.

## Geschäftsausrichtung
Die Spar- und Kreditbank Rheinstetten eG betreibt das Universalbankgeschäft. Im Verbundgeschäft arbeitet sie mit der DZ Bank, R+V Versicherung, Bausparkasse Schwäbisch Hall, Teambank, VR Leasing, DZ Hyp und der Union Investment zusammen.

## Geschäftsgebiet
Das Geschäftsgebiet liegt im Süden des Landkreises Karlsruhe direkt an der Grenze zu Karlsruhe und Frankreich. Das heutige Geschäftsgebiet der Bank umfasst maßgeblich die Stadt Rheinstetten mit ihren Teilorten Forchheim, Mörsch und Neuburgweier sowie die umliegenden Gebiete im Dreieck Karlsruhe, Ettlingen und Rastatt.
An diesen Orten betreibt die Bank Filialen:
- Mörsch (Hauptstelle, jur. Sitz)
- Forchheim (Geschäftsstelle)
- Rheinstetten (Geschäftsstelle)